# Mykoła Bojkewycz
Mykoła Bojkewycz (ur. w 1876, zm. w 1939) – ukraiński działacz społeczny, kolejarz.
Działacz Ukraińskiej Partii Radykalnej, organizator związków zawodowych w Galicji, w latach 1918-1919 poseł do Ukraińskiej Rady Narodowej z ramienia Ukraińskiej Partii Socjal-Demokratycznej.